# Wu Den-yih
Wu Den-yih est un homme politique taïwanais, né le 30 janvier 1948. Il a été Premier ministre de 2009 à 2012 et vice-président de 2012 à 2016.

## Biographie
En 1990, Wu Den-yih est élu maire de Kaohsiung, une ville du Sud de Taïwan. Il est réélu en 1994.
Depuis 2007, Wu Den-yih est le secrétaire général du KMT, le parti nationaliste chinois.
En septembre 2009, à la suite du cyclone tropical qui frappe Taïwan, le Premier ministre Liu Chao-shiuan cède son siège à Wu Den-yih. Le 26 septembre 2009, il interdit à Rebiya Kadeer, militante des droits de l'homme de l'ethnie ouïgoure, d'entrer sur le territoire taïwanais.
Dans un câble diplomatique datant du 30 novembre 2009 et rendu public par Wikileaks, Wu Den-yih affirme qu'il compte sur les achats d'armes auprès des États-Unis pour préserver la capacité d'auto-défense de Taïwan.
En décembre 2010, il se rend au Burkina Faso pour participer à la cérémonie d'inauguration de la réélection du président Blaise Compaoré.
En janvier 2012, Ma Ying-Jeou, chef de l'État sortant et candidat du KMT, remporte l'élection présidentielle de Taïwan avec 51,6 % des suffrages. Wu Den-yih est élu vice-président et prend ses fonctions le 20 mai suivant. 
Le 16 août de la même année, Wu Den-yih assiste à la cérémonie d'investiture de Danilo Medina, élu président de la République dominicaine.
En novembre 2013, il critique ouvertement la politique restreinte de la Chine vis-à-vis de l'exemption de visas accordés aux voyageurs internationaux.
En avril 2014, Wu Den-yih participe à la cérémonie de canonisation des papes Jean XXIII et Jean-Paul II, devenant le premier vice-président chinois à assister à une canonisation.
En décembre 2014, il annonce sa démission de son poste de vice-président du KMT.